# Don't ask, don't tell
"Don't ask, don't tell" (DADT) var USA's officielle politik overfor homoseksuelle i militæret. Politikken var i kraft fra 21. december 1993 til 20. september 2011. DADT forbød militært personale at diskriminere mod eller genere homoseksuelle eller biseksuelle, der ikke var sprunget ud, men tillod ikke åbent homoseksuelle eller biseksuelle at tjene i militæret. Dette skyldtes angiveligt, at deres tilstedeværelse "would create an unacceptable risk to the high standards of morale, good order and discipline, and unit cohesion that are the essence of military capability" ("ville skabe en uacceptabel risiko for den høje moralske standard, gode orden, disciplin og sammenhold, der er vitale for den militære styrke"). Loven forbød homo- og biseksuelle at afsløre deres seksuelle orientering og at tale om homoseksuelle forhold, herunder ægteskab, mens de tjente USA's væbnede styrker. Loven specificerede, at tjenstgørende der afslørede deres homoseksualitet eller var involveret i homoseksuel adfærd skulle hjemsendes, med mindre personen havde handlet med det formål at undgå militærtjeneste eller når det ikke ville være i de væbnede styrkers interesse.
DADT-politikken specificerede, at overordnede ikke skulle spørge til en tjenstgørendes seksuelle orientering med mindre han var vidne til forbudt adfærd; det var dog tilladt for militæret at bruge troværdige vidnesbyrd om homoseksuel adfærd til at starte en undersøgelse. Uautoriserede undersøgelser og og chikane af tjenstgørende under mistanke førte til en udvidelse af politikken til "don't ask, don't tell, don't pursue, don't harass".
En lov om at sløjfe DADT blev vedtaget i kongressen i december 2010, idet politikken dog ville forblive i kraft indtil præsidenten, forsvarsministeren og bestyrelsesformanden for de forenede stabschefer kunne forsikre, at afviklingen af loven ikke ville skade militæret. En dom fra den 6. juli 2011 fra en føderal appelret forhindrede yderligere diskrimination mod det amerikanske militærs åbent homoseksuelle. Barack Obama, Leon Panetta og Michael Mullen sendte erklæringen til kongressen den 22. juli 2011, hvilket betød, at DADT-politikken ophørte den 20. september 2011.